# Wohin, kleines pony?
«Wohin, kleines Pony?» —en español: «¿Adónde pequeño poni?»— es una canción compuesta por Kurt Svab e interpretada en alemán por Bob Martin. Participó en el Festival de la Canción de Eurovisión en 1957, representando a Austria.

## Festival de la Canción de Eurovisión 1957
Esta canción fue elegida como representación austriaca en el Festival de Eurovisión 1957 mediante una elección interna, siendo así el debut de Austria en este certamen. La orquesta fue dirigida por Carl de Groof.
La canción fue interpretada quinta en la noche del 3 de marzo de 1957, precedida por Italia con Nunzio Gallo interpretando «Corde della mia chitarra» y seguida por Países Bajos con Corry Brokken interpretando «Net als toen». Finalmente, recibió 3 puntos, quedando en décimo lugar (último).
Fue sucedida como representación austriaca en el Festival de 1958 por Liane Augustin con «Die ganze Welt braucht Liebe».

## Letra
En la canción el intérprete le pregunta a su pequeño poni adónde quiere viajar hoy; luego, le asegura que su música les acompañará adonde vayan.